# Mar de Rosas
Mar de Rosas és una pel·lícula brasilera del 1977, dels gèneres comèdia i drama, dirigida per Ana Carolina. Al novembre 2015, la pel·lícula va ocupar el lloc 81 a la llista elaborada per l'Associação Brasileira de Críticos de Cinema (Abraccine) de la  100 millors pel·lícules brasileres de tots els temps.

## Sinopsi
Arribant a Rio amb cotxe, Sérgio (Hugo Carvana) i Felicidade (Norma Bengell), juntament amb la seva filla adolescent, Betinha (Cristina Pereira), discuteixen l'atzucac de la seva vida matrimonial. En un hotel, Felicidade intenta matar el seu marit, atacant-lo amb una navalla. Convençuda que en Sérgio ha mort, fuig amb la seva filla de tornada a São Paulo i s'adona que la segueixen per la carretera. És Orlando Barde, l'esbirro de Sérgio, que aprofitant l'intent d'agressió de Betinha contra la seva mare, s'insinua a ambdues i les manté vigilades, disfressada d'ajuda. Els tres tornen a Rio amb el cotxe d'Orlando, però quan passen per un poble petit, Felicidade intenta escapar amb Betinha i gairebé és atropellada per un camió. L'incident fa que una parella avorrida -el dentista i poeta fracassat Dirceu (Ary Fontoura) i la seva dona Niobi (Miriam Muniz)- els portin a casa seva fins que Felicidade es recupera. En un joc de revelacions i agressivitat mútua, els cinc personatges intenten destruir-se mútuament amb paraules i fins i tot actes. Després d'un altre intent d'escapar, Felicidade i Betinha són atrapades per Barde a l'estació de tren. Betinha, revoltada contra la tirania familiar, del centre de decisió de la qual sempre ha estat absent, tira del tren en marxa a la seva mare i a Barde, substitut del seu pare, seguint sola.

## Repartiment
| Elenco Original  | Elenco Original |
| Actor            | Paper           |
| ---------------- | --------------- |
| Norma Bengell    | Felicidade      |
| Cristina Pereira | Betinha         |
| Hugo Carvana     | Sérgio          |
| Miriam Muniz     | Dona Niobi      |
| Otávio Augusto   | Orlando Barde   |
| Ary Fontoura     | Dr. Dirceu      |
| Maria Silva      | Dona al Tren    |

## PrEMIs
| Any  | Premi                      | Categoria                        | Resultat  | Ref |
| ---- | -------------------------- | -------------------------------- | --------- | --- |
| 1978 | Troféu APCA                | Millor Actriu per Norma Bengell  | Guanyador |     |
| 1978 | Troféu APCA                | Millor Actor per Otávio Augusto  | Guanyador |     |
| 1978 | Troféu APCA                | Millor Director per Ana Carolina | Guanyador |     |
| 1978 | Troféu APCA                | Millor Argument per Ana Carolina | Guanyador |     |
| 1978 | Troféu APCA                | Millor Filme                     | Guanyador |     |
| 1978 | Premi Air France de Cinema | Premi Especial a Ana Carolina    | Guanyador |     |

## Sinopsi
1. ↑  «Mar de Rosas». Adoro Cinema.
2. ↑  André Dib. «Abraccine organiza ranking dos 100 melhores filmes brasileiros». Abraccine, 27-11-2015.
3. ↑  «Mar de Rosas». Cinemateca Brasileira. Arxivat de l'original el 2022-04-08. [Consulta: 21 abril 2023].